# 阿瓦斯
阿瓦斯（法語：Avoise，法語發音：[avwaz]）是法国萨尔特省的一个市镇，属于拉弗莱什区。

## 地理
阿瓦斯（47°51'59"N, 0°12'27"W）面积24.56 平方千米，位于法国卢瓦尔河地区大区萨尔特省，该省份为法国西北部内陆省份，北起顺时针与奥恩省、厄尔-卢瓦省、卢瓦-谢尔省、安德尔-卢瓦尔省、曼恩-卢瓦尔省和马耶讷省接壤，是法国大西部的入口，连接卢瓦尔河谷、布列塔尼和巴黎盆地。
与阿瓦斯接壤的市镇（或旧市镇、城区）包括：韦格尔河畔阿涅尔、索莱姆、塔塞、迪雷伊、萨尔特河畔瑞涅、萨尔特河畔努瓦延、萨尔特河畔帕尔塞。

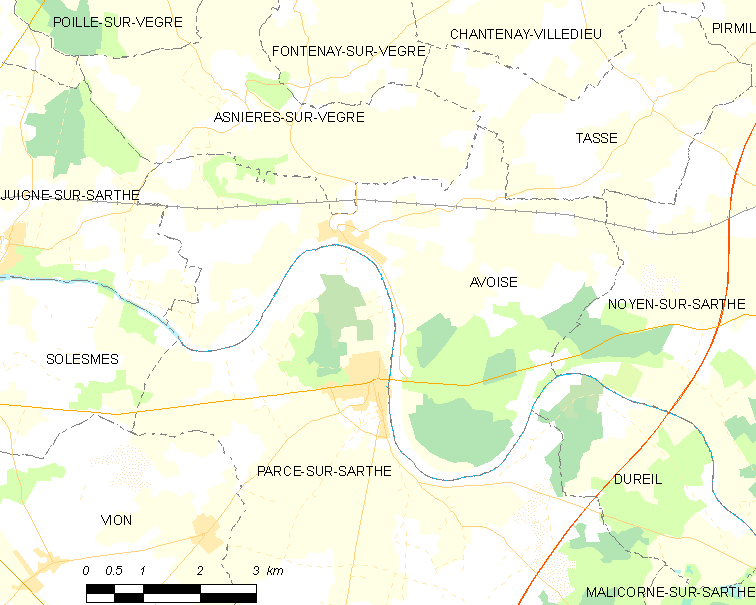
阿瓦斯的OSM定位图

阿瓦斯的时区为UTC+01:00、UTC+02:00（夏令时）。

## 行政
阿瓦斯的邮政编码为72430，INSEE市镇编码为72021。

## 政治
阿瓦斯所属的省级选区为萨尔特河畔萨布莱县。

## 人口

1962-2008年间阿瓦斯人口变化图示

阿瓦斯于2022年1月1日时的人口数量为572人。